# .950 JDJ
.950 JDJ (24.1x75mm) — крупнокалиберный патрон, разработанный американским оружейником и оружейным конструктором Дж. Д. Джонсом из компании SSK Industrie. Его калибр по квалификации калибров относится скорее к малокалиберным снарядам, нежели к пулям. Также имеет неофициальное прозвище «Убийца тираннозавров».

## Описание
Пуля имеет калибр 24 мм и вес в 230 грамм и разгоняется до скорости в 670 метров в секунду, а дульная энергия достигает 52 тысяч джоулей. Такие характеристики чересчур избыточны даже для слона. Реальное применение данного боеприпаса нашло бы себя только для охоты на китов. В настоящее время применяется исключительно в целях демонстрации возможностей оружия, а оружие под него может весить до 50 кг, чтобы была возможность переносить отдачу этого патрона. Такое оружие малопригодно для переноски и походов. Это самый крупный из когда-либо созданных патронов для ручного огнестрельного оружия.